# Ion Antonescu
Ion Antonescu, romunski general, politik, diktator * 1886, † 1946.

## Življenjepis
Antonescu je bil leta 1932 imenovan za ministra vojske. Leta 1940 je postal predsednik vlade in se razglasil za conducatorja.
Pod njegovim vodstvom se je Romunija priključila trojnemu paktu in leta 1941 je začel vojno z Sovjetsko zvezo.
Zaradi vojaških porazov ga je romunski kralj Mihael I. dal aretirati.
Po vojni je bil usmrčen.